# 엔멘루아나
엔멘루아나(En-men-lu-ana, 43,200년 ~ 2900년)는 수메르의 왕 목록에 따르면 바드 티비라(Bad-tibira)의 엔 멘 루 아나(En-men-lu-ana)왕은 수메르의 왕조 이전 세 번째 왕이다(대략 기원전 2900년 전). 목록에 따르면 그는 또한 가장 오랫동안 통치한 왕이기도 하다. 그는 43,200년간 통치한 것으로 알려져 있다.

## 같이 보기
- 수메르 왕